# COVID-19 в Науру

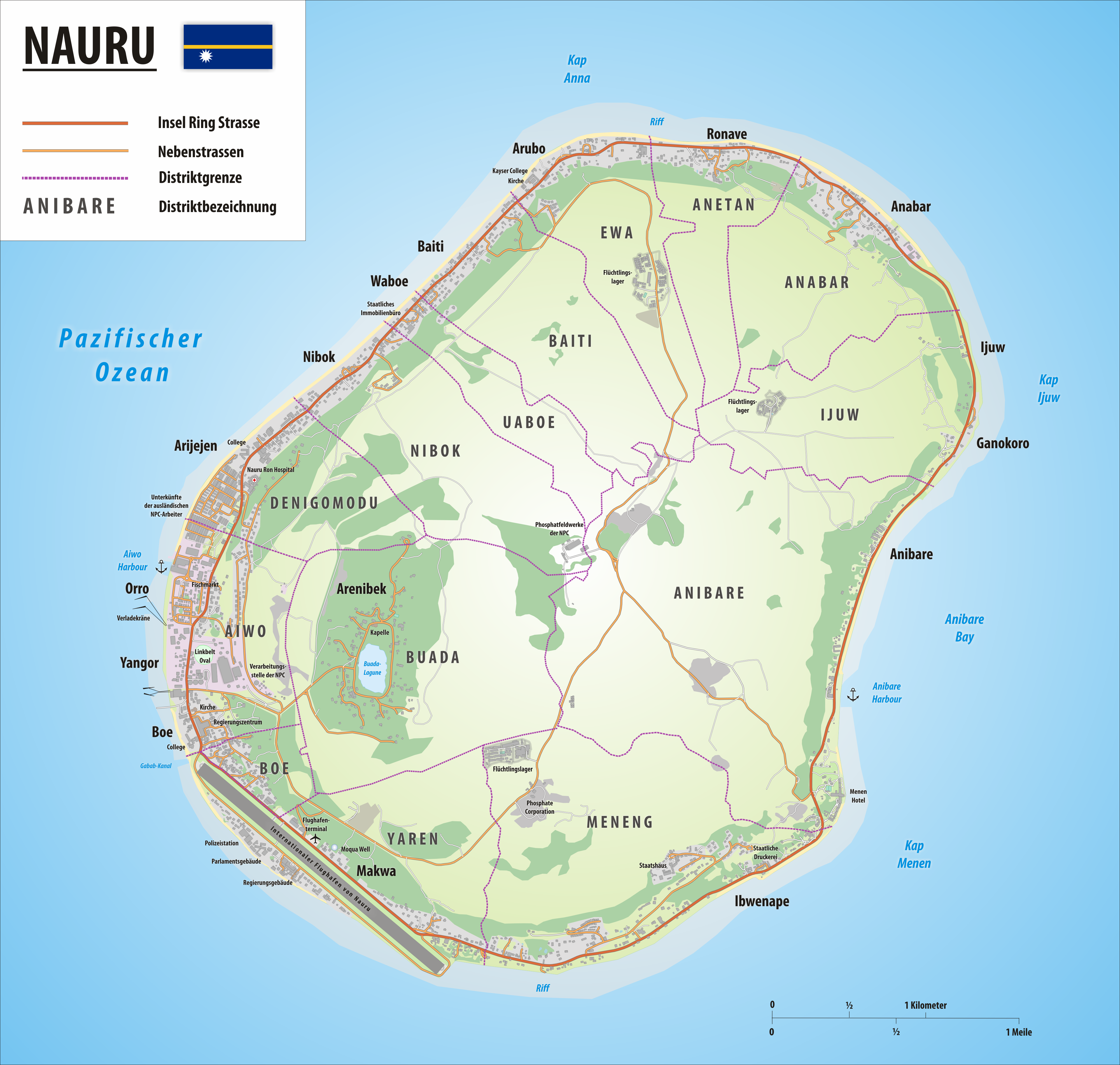
Карта Науру

График числа заражённых вирусом COVID-19 в Науру.

Пандемия COVID-19 в Науру является частью продолжающейся во всём мире с 2019 года пандемии коронавирусной болезни (COVID-19), вызванной новым коронавирусом (SARS-CoV-2). На 11 ноября 2021 года (и вплоть до 2 апреля 2022 года) Одно из самых маленьких в мире, удалённое от центров цивилизации островное государство Науру оставалось одной из четырёх стран Земли, включая КНДР, Туркменистан и Тувалу, в которой ни заражений, ни подозрений на них зафиксировано не было. Тем не менее, пандемия оказала существенное влияние на жизнь страны.
2 апреля 2022 года зафиксировано первое заражение. На 9 мая в Науру отмечено 6 случаев инфицирования, включая 3 активных.
Въезд в Науру разрешён лишь тем, кто последние 14 дней пребывал в указанном списке стран Океании и штатов Австралии (практически не затронутых пандемией), вдобавок въезжающие обязаны предоставлять справку ПЦР-теста и проводить 6 дней в карантине.

## Предыстория
12 января 2020 года Всемирная организация здравоохранения (ВОЗ) подтвердила, что новый коронавирус был причиной респираторного заболевания в группе людей в городе Ухань, провинция Хубэй, Китай, о чём было сообщено ВОЗ 31 декабря 2019 года.
Коэффициент летальности в случае COVID-19 был значительно ниже, чем в случае атипичной пневмонии, но передача инфекции была значительно выше, причём общее число погибших было значительным.

## Хронология

### 2020: подготовка
В марте 2020 года, для защиты от вируса, правительство Науру ввело режим чрезвычайного положения и отменило все авиарейсы помимо одного еженедельного рейса из австралийского Брисбена. Все прибывающие этим рейсом обязаны после прибытия пройти 14-дневный карантин.

### 2021: вакцинация
Вакцинация против COVID-19 идёт в стране достаточно активно. На 13 мая в стране было как минимум однократно привито всё взрослое население, а на 19 августа в стране с 11-тысячным населением было сделано 14 790 прививок.

### 2022: первые заражения
2 апреля 2022 года в Науру было зафиксировано первое заражение, а вслед за ним, в течение пяти недель, — ещё 5, однако 3 из них за этот месяц выздоровели. Таким образом, на 9 мая 2022 года в стране зарегистрировано 6 заражений, включая 3 активных. Уровень смертности от коронавируса — нулевой.